# العلاقات البلغارية السيشلية
العلاقات البلغارية السيشلية هي العلاقات الثنائية التي تجمع بين بلغاريا وسيشل.

## مقارنة بين البلدين
هذه مقارنة عامة ومرجعية للدولتين:
| وجه المقارنة                                              | بلغاريا                                                                             | سيشل                                                |
| --------------------------------------------------------- | ----------------------------------------------------------------------------------- | --------------------------------------------------- |
| المساحة (كم2)                                             | 110.99 ألف                                                                          | 459                                                 |
| عدد السكان (نسمة)                                         | 7.08 مليون                                                                          | 95.84 ألف                                           |
| الكثافة السكانية (ن./كم²)                                 | 63.79                                                                               | 20.88 ألف                                           |
| العاصمة                                                   | صوفيا                                                                               | فيكتوريا                                            |
| اللغة الرسمية                                             | اللغة البلغارية                                                                     | لغة فرنسية، لغة إنجليزية، اللغة الكريولية السيشيلية |
| العملة                                                    | ليف بلغاري                                                                          | روبية سيشلية                                        |
| الناتج المحلي الإجمالي (بليون دولار)                      | 56.83 مليار                                                                         | 1.49 مليار                                          |
| الناتج المحلي الإجمالي (تعادل القوة الشرائية) بليون دولار | 130.99 مليار                                                                        | 2.54 مليار                                          |
| الناتج المحلي الإجمالي الاسمي للفرد دولار أمريكي          | 8.03 ألف                                                                            | 15.48 ألف                                           |
| الناتج المحلي الإجمالي للفرد دولار أمريكي                 | 17.21 ألف                                                                           | 26.42 ألف                                           |
| مؤشر التنمية البشرية                                      | 0.782                                                                               | 0.772                                               |
| رمز المكالمات الدولي                                      | +359                                                                                | +248                                                |
| رمز الإنترنت                                              | .bg، .бг ‏                                                                           | .sc                                                 |
| المنطقة الزمنية                                           | ت ع م+02:00، ت ع م+03:00، أوروبا/صوفيا ‏، توقيت شرق أوروبا، توقيت شرق أوروبا الصيفي ‏ | ت ع م+04:00                                         |

## منظمات دولية مشتركة
يشترك البلدان في عضوية مجموعة من المنظمات الدولية، منها:
| علم المنظمة | اسم المنظمة                               | تاريخ انضمام بلغاريا | تاريخ انضمام سيشل |
| ----------- | ----------------------------------------- | -------------------- | ----------------- |
|             | يونسكو                                    | 17 مايو 1956         | 18 أكتوبر 1976    |
|             | وكالة ضمان الاستثمار متعدد الأطراف        | 23 سبتمبر 1992       | 15 سبتمبر 1992    |
|             | الأمم المتحدة                             | 14 ديسمبر 1955       | 21 سبتمبر 1976    |
|             | الفريق المعني برصد الأرض                  | ?                    | ?                 |
|             | الاتحاد البريدي العالمي                   | ?                    | ?                 |
|             | البنك الدولي للإنشاء والتعمير             | 25 سبتمبر 1990       | 29 سبتمبر 1980    |
|             | الاتحاد الدولي للاتصالات                  | 18 سبتمبر 1880       | 17 سبتمبر 1999    |
|             | منظمة حظر الأسلحة الكيميائية              | ?                    | 29 أبريل 1997     |
|             | مؤسسة التمويل الدولية                     | 22 يوليو 1991        | 11 يونيو 1981     |
|             | المركز الدولي لتسوية المنازعات الاستشارية | 13 مايو 2001         | 19 أبريل 1978     |
|             | منظمة الشرطة الجنائية الدولية             | ?                    | 1 سبتمبر 1977     |

## وصلات خارجية
- موقع وزارة الخارجية البلغارية
- موقع وزارة الخارجية السيشلية